# Chlorocoma dischloraria
Chlorocoma dischloraria là một loài bướm đêm trong họ Geometridae.